# کیم جونگ-کیو (کشتی‌گیر)
کیم جونگ-کیو (انگلیسی: Kim Jong-kyu؛ زادهٔ ۲ مارس ۱۹۵۸) کشتی‌گیر اهل کره جنوبی بود.
وی در مسابقات کشوری و بین‌المللی در مجموع برندهٔ ۱ مدال نقره، ۱ مدال برنز شده‌است.